# Życie świadome
Życie świadome (znany także jako Jawa czy sen; oryg. Waking Life) – amerykański film animowany, wyreżyserowany przez Richarda Linklatera i wypuszczony w 2001 r. Film skupia się na naturze snów, świadomości i egzystencjalizmu.
Film został w całości poddany rotoskopii przez zespół artystów rysujących stylizowane linie na każdej ramce przy użyciu komputerów, mimo że był wykonany przy użyciu cyfrowego filmu z live-action, a nie filmowany i szkicowany na komórkach podświetlarki.
W jednej ze scen Ethan Hawke i Julie Delpy odtwarzają ich postacie z Przed wschodem słońca.

## Fabuła
Życie świadome traktuje o młodym bezimiennym mężczyźnie, doświadczającym ulotnej egzystencji, w której brakuje przejść pomiędzy codziennymi wydarzeniami. Mężczyzna ten ostatecznie zmierza w kierunku kryzysu egzystencjalnego. Przez większość filmu cicho obserwuje, ale potem aktywnie uczestniczy w filozoficznych dyskusjach, w które zaangażowani są inni bohaterowie – począwszy od specyficznych uczonych i artystów aż po kolegów i ludzi codziennie odwiedzających restauracje. Poruszają oni takie kwestie, jak: metafizyka, wolna wola, filozofia socjalna i sens życia. W innych scenach główny bohater nie jest nawet obecny, ale z oddali pokazany jest wyizolowany człowiek lub para rozmawiająca o ww. tematach. W trakcie drogi, film porusza również egzystencjalizm, sytuacjonizm polityczny, koncepcję nadczłowieka, teorię filmową Andrégo Bazina i świadomy sen oraz odnosi się poprzez imiona do różnorodnych słynnych, intelektualnych i literackich postaci.
Stopniowo główny bohater zaczyna sobie zdawać sprawę, że żyje w wiecznym śnie, przerywanym przez okazjonalne fałszywe przebudzenia. Aż do tego czasu był on pasywnym gapiem, jednak to się zmienia w trakcie rozmowy z przechodzącą kobietą, która nagle do niego podchodzi. Po tym, jak się z nim ekscentrycznie wita i dzieli kreatywnymi pomysłami, przypomina on sobie, kiedy ostatni raz uświadomił sobie, że śni, i fakt, że ona musi być tym samym wytworem jego własnej śniącej wyobraźni. Po tym wydarzeniu zaczyna bardziej otwarcie rozmawiać również z innymi bohaterami, jednakże ostatecznie rozpacza nad tym, że został zupełnie uwięziony w tym niekończącym się i nierozwiązywalnym stanie snu.
Na końcu protagonista rozmawia z postacią, która poniekąd wygląda podobnie do samego głównego bohatera, i którą uprzednio przelotnie spotkał w filmie. Ta ostatnia rozmowa ujawnia rozumowanie tej postaci, w którym rzeczywistość może jest tylko pojedynczą chwilą, którą indywidualna osoba interpretuje błędnie jako czas (i przez to życie). Uważa ona, że życie to po prostu ciągła próba negowania zaproszenia Boga do zjednoczenia się ze wszechświatem, że sny oferują możliwość chwilowego doznania nieskończonej natury rzeczywistości, i że aby być wolnym od iluzji zwanej życiem, jednostka musi tylko zaakceptować zaproszenie Boga (jednak nie objaśnia precyzyjnie, jak to osiągnąć).
Główny bohater jest widziany po raz ostatni, kiedy wchodzi na podjazd i nagle zaczyna lewitować, przypominając tym samym scenę z początku filmu, w której dziecko leciało na tym samym podjeździe. Jednakże, w przeciwieństwie do dziecka, które mocno złapało się klamki pobliskiego samochodu, główny bohater niepewnie sięga po klamkę i w konsekwencji zbyt szybko unosi się ponad pojazd i drzewa. Teraz unosi się w nieskończony niebieski bezmiar nieba, aż zupełnie znika z widoku.

## Obsada
- Wiley Wiggins gra głównego bohatera

W filmie pojawia się szerokie grono aktorów i innych osób, w tym:
- Eamonn Healy
- Speed Levitch
- Adam Goldberg
- Nicky Katt
- Alex Jones
- Steven Soderbergh
- Ethan Hawke
- Julie Delpy
- Steven Prince
- Caveh Zahedi
- Otto Hofmann

Pojawiają się również amerykańscy filozofowie i pisarze:
- Louis H. Mackey
- David Sosa
- Robert C. Solomon
- Kim Krizan

## Produkcja
Zwielokrotniając efekt podobny do snu, film korzysta z animacyjnej techniki bazującej na rotoskopii. Animatorzy pokryli materiał z żywymi aktorami (sfilmowany przez Linklatera) animacją, która mniej więcej aproksymuje obrazy faktycznie filmowane. Ta technika jest podobna pod pewnymi względami do stylu rotoskopii Ralpha Bakshiego – producenta filmów z lat 70. XX wieku. Jednak rotoskopia sama w sobie nie jest twórczości Bakshi'ego, tylko twórcy eksperymentalnych cichych filmów, Maksa Fleischera, który opatentował proces w 1917 roku. Zatrudniono różnorodnych artystów, dlatego odczucie filmu cały czas się zmienia i staje się z czasem coraz dziwniejsze. Rezultatem jest surrealistyczny i zmieniający się oniryczny obraz.
Animatorzy używali niedrogich „prosto z półki” komputerów Apple Macintosh. Film został w większości wyprodukowany przy użyciu Rotoshop, zrobionego na zamówienie programu do rotoskopii, który tworzy połączenia pomiędzy klatkowymi i wektorowymi kształtami (termin to gra słów nazwy Photoshop, czyli popularnego bitmapowego programu do edycji grafiki, który również robi użytek z wirtualnych „warstw”), i który został stworzony specjalnie dla produkcji Boba Sabistona. Linklater użył ponownie tej metody animacji w swoim filmie z 2006 – Przez ciemne zwierciadło.

## Wydanie
Życie świadome miało premierę na Filmowym Festiwalu Sundance w styczniu 2001 roku i otrzymało limitowaną edycję w USA 19 października 2001 roku.

## Ocena
Reakcja krytyków wobec Świadomego życia była w większości pozytywna. Osiągnęło wynik 80% wśród 137 recenzji na agregatorze recenzji Rotten Tomatoes – ze zgodnym stwierdzeniem, że „gadatliwe, animowane Życie świadome to unikalne, intelektualne doświadczenie” – i średni wynik 82 na 100 („uniwersalne uznanie”) na Metacritic, w oparciu o 31 recenzji. Roger Ebert z Chicago Sun-Times dał filmowi 4 gwiazdki na 4, opisując go jako „zimny prysznic odświeżających i rozjaśniających pomysłów”. Ebert później umieścił film na swojej aktualnej liście „Świetnych Filmów”. Lisa Schwarzbaum z Entertainment Weekly nagrodziła film notą „A”, nazywając go „dziełem kinowej sztuki, w której forma i struktura drążą logiczno niezrozumiałe (równolegle) tematy o marzeniu i kinomanii”, podczas gdy Stephen Holden z The New York Times powiedział, że był „werbalnie tak sprawny i wizualnie innowacyjny, że nie jesteś w stanie go wchłaniać jeśli nie jesteś cały czas uważny”. Dave Kehr z The New York Times stwierdził, że film jest „piękny, płynny, zabawny” i oznajmił, że „nigdy nie wydaje się ciężki ani nadambitny”.
Z drugiej strony, J. Hoberman z The Village Voice poczuł, że Życie świadome „nie pozostawia ciebie we śnie… tak bardzo, że więzi ciebie w niekończącej się nieformalnej grupowej dyskusji”. Frank Lovece poczuł, że film był „pięknie narysowany”, ale nazwał jego zawartość „pedantycznym patrzeniem się na czubek własnego nosa”.
Nominowane do wielu nagród, głównie za osiągnięcia techniczne, Życie świadome wygrało: nagrodę National Society of Film Critics w kategorii „Najlepszy Eksperymentalny Film”, nagrodę New York Film Critics Circle w kategorii „Najlepszy Film Animowany” i nagrodę „CinemAvvenire” na Festiwalu Filmowym w Wenecji w kategorii „Najlepszy Film”. Był również nominowany do nagrody Złotego Lwa, głównej nagrody festiwalu.
Amerykański Instytut Filmowy nominował Życie świadome do swojej listy „10 najlepszych animowanych filmów”.

## Media Domowe
Film został wypuszczony na DVD w Ameryce Północnej w maju 2002 roku. Specjalne dodatki zawierały również kilka komentarzy, dokumentów, wywiadów, zapowiedzi i usuniętych scen, jak i krótki film „Przekąska i Napitek”. Czystą wersję DVD bez specjalnych dodatków wypuszczono w Regionie 2 w lutym 2003 roku.

## Ścieżka Dźwiękowa
Ścieżka dźwiękowa została skomponowana i napisana przez Glovera Gilla i Tosca Tango Orchestra, z wyjątkiem Nocturne E-flat major, Op.9, No.2 autorstwa Fryderyka Chopina. Ścieżka dźwiękowa osiągnęła relatywny sukces. Ze stylem Tango nuevo jako ważnym elementem tej ścieżki, nadaje ona sobie tytuł „Tanga 21. wieku”. Elementy tanga do ścieżki były zainspirowane muzyką argentyńskiego „ojca nowego tango” Astora Piazzolla.
Zespół transowy zwany 1200 Micrograms zapożycza słowa z filmu Życie świadome w swojej piosence: „Acid for Nothing”, transowego remiksu piosenki Money for Nothing zespołu Dire Straits.